# آدم رافائيل
آدم رافائيل (بالإنجليزية: Adam Raphael)‏ هو صحفي أمريكي، ولد في 22 أبريل 1938.